# Tolcsva
Tolcsva is een plaats (község) en gemeente in het Hongaarse comitaat Borsod-Abaúj-Zemplén. Tolcsva telt 1997 inwoners (2001).

## Geboren
- William Fox (1879-1952), oprichter van Fox Film Corporation